# Æchilenenses
Les Æchilenenses ou Cornenses ou encore Æchilenses sont un ancien peuple antique de Sardaigne.

## Histoire
Décrits par Ptolémée (III, 3), les Æchilenenses  habitaient au Sud des Æsaronenses et au Nord des Rucensi